# Walter Springorum
Walter Springorum (* 17. Oktober 1892 in Dortmund; † 3. Februar 1973) war nationalsozialistischer Regierungspräsident des Regierungsbezirks Kattowitz und Mitglied des Aufsichtsrates der Hoesch AG.

## Leben
Walter Springorum entstammte der eng mit dem Hoesch-Konzern verbundenen westfälischen Industriellenfamilie Springorum. Er war Bruder von Otto Springorum.
Springorum studierte an der Eberhard-Karls-Universität Rechtswissenschaft. Am 17. November 1911 wurde er im Corps Rhenania Tübingen recipiert. Als Inaktiver wechselte er an die Friedrich-Wilhelms-Universität zu Berlin und die Westfälische Wilhelms-Universität. Von 1914 bis 1918 nahm er am Ersten Weltkrieg teil, zuletzt als Leutnant der Reserve. Er war seit 1921 Regierungsassessor bei der Regierung in Düsseldorf. Seit 1925 Regierungsrat in Köslin, wurde er im Juli 1931 zum Landrat im pommerschen Landkreis Bütow ernannt – zunächst kommissarisch, im November desselben Jahres endgültig. Im November 1936 leistete er eine Reservistenübung beim Heer. Mittlerweile in die Nationalsozialistische Deutsche Arbeiterpartei aufgenommen, wurde er im August 1939 als Ministerialdirigent an das Reichsministerium des Inneren berufen.
Am 26. Oktober 1939 – nur wenige Wochen nach dem Überfall auf Polen – wurde er kommissarischer, am 20. Mai 1940 festbestallter Regierungspräsident im Regierungsbezirk Kattowitz in Ostoberschlesien. Infolge mehrerer Einsätze bei der Wehrmacht wurde er ab 21. Oktober 1943 von Regierungsvizepräsident Erich Keßler kommissarisch vertreten und ab Oktober 1944 von Regierungspräsident Otto Müller-Haccius aus der Behörde des Reichsstatthalters in Graz ersetzt. Im Regierungsbezirk Kattowitz lag das Oberschlesische Industriegebiet, an dem die Hoesch AG großes Interesse hatte. Im zugeordneten Landkreis Bielitz lag das KZ Auschwitz.
Die Funktion des Landrates in den besetzten Gebieten beinhaltete von Anfang an neben den allgemeinen Verwaltungsaufgaben und der Aufsicht über die Polizeidienststellen eine enge Einbindung in die nationalsozialistische Politik hinsichtlich Juden und Polen, d. h. der Errichtung und Überwachung von Ghettos und Konzentrationslagern bzw. die Zur-Verfügung-Stellung von jüdischen Zwangsarbeitern für die Dienststelle Schmelt, die ihren Sitz im zum Regierungsbezirk Kattowitz gehörenden Sosnowiec (Landkreis Będzin) hatte. Im Regierungsbezirk Kattowitz lebten 1939 rund 70.000 bis 80.000 Juden, deren Weg in den folgenden Jahren nach Umsiedlung und Ghettoisierung in den Arbeits- und Vernichtungslagern endete.
1941 kam es kurzfristig zu Differenzen zwischen Springorum und anderen Institutionen hinsichtlich der deutschen Siedlungspolitik im Regierungsbezirk Kattowitz: Er bestand für den Siedlungsraum Auschwitz auf der Ausweisung sogenannter deutscher Bauernstellen kleineren Umfanges anstelle der geplanten Erbhöfe, die jeweils mindestens 7,5 Hektar – zukünftig mit Verkaufsverbot belegtes – Land bedingten, da mit diesen eine langfristige Planungsfreiheit für das KZ Auschwitz eingeengt werden würde.
Etliche Inspektionsbesuche führten Springorum in das Konzentrationslager Auschwitz, darunter am 1. März 1941, am 14. Mai und am 17. Juli 1942 zusammen mit dem Reichsführer SS Heinrich Himmler. Und auch weitere Fragen zum KZ Auschwitz beschäftigten ihn: Der Regierungspräsident von Kattowitz, Walter Springorum, hatte die Möglichkeit eines bewaffneten Häftlingsaufstandes mit Unterstützung der Armia Krajowa bereits 1943 als ernstzunehmende Gefahr eingestuft. Im Rahmen der Vorbereitung der „Evakuierung“ des KZ Auschwitz schlug er am 11. Dezember 1944 vor, auch für die Wehrmacht strategisch wichtige Straßen zu nutzen, was die hohe Priorität zeigt, die er dieser Aktion zubilligte.  Als der Gauleiter von Oberschlesien Fritz Bracht am 20. Januar 1945 erkrankte,  vertrat Springorum ihn ab dem 26. Januar in dessen Funktion als Reichsverteidigungskommissar.
1945 von den Tschechen interniert, erkrankte er im Gefangenenlager an Poliomyelitis. Im Juli 1946 wurde er entlassen. Als Regierungspräsident a. D. übersiedelte er später nach Bad Salzuflen. Verheiratet war er seit 1924 mit Stefanie Lutterbeck aus Düsseldorf.
Noch im März 1945 als Mitglied des Aufsichtsrates der Hoesch AG gelistet, ist er in amerikanischen Militärakten im März 1946 als Vermisster vermerkt. 
Ab Mitte der 1950er Jahre bis zu seinem Tod ist er wieder in den Reihen der Aufsichtsratsmitglieder der Hoesch AG zu finden.